# Tibor Kincses
Tibor Kincses (12. února 1960 Kecskemét – 9. června 2025) byl maďarský zápasník–judista romského původu, bronzový olympijský medailista z roku 1980.

## Sportovní kariéra
Připravoval se v Kecskemétu pod vedením Andráse Vargy. V olympijském roce 1980, věkem ještě junior, zaujal turnajovými výsledky reprezentačního trenéra Ference Moravtze a vybojoval nominaci na olympijské hry v Moskvě v superlehké váze do 60 kg. V Moskvě se prezentoval ve výborné formě, nestačil pouze v semifinále na Kubánce Rafaela Rodrígueze a vybojoval bronzovou olympijskou medaili. Po olympijských hrách si udržel formu další rok. Od roku 1982 přešel do pololehké váhy do 65 kg, ve které se v maďarské reprezentaci neprosazoval. Sportovní kariéru ukončil v roce 1985. Věnoval se také trenérské práci.